# ویکی‌پدیای آستوری
ویکی‌پدیای آستوری نسخهٔ آستوری وبگاه ویکی‌پدیا است.  ویکی‌پدیای آستوری در ۲۵ اوت ۲۰۱۱، با بیش از ۱۵٬۰۰۰ مقاله، در ردهٔ نودودوم ویکی‌پدیاها قرار داشت. در ۱۰ فوریهٔ ۲۰۱۹، با بیش از ۹۹٬۵۳۵ مقاله، در ردهٔ شصت‌ودوم قرار گرفت.